# Digonis olivacea
Digonis olivacea är en fjärilsart som beskrevs av Butler 1882. Digonis olivacea ingår i släktet Digonis och familjen mätare. Inga underarter finns listade i Catalogue of Life.